# Roman Szpuk
Roman Szpuk (* 4. září 1960 Teplice) je český meteorolog, básník, zakladatel literární Skupiny XXVI (spolu s Květou Brožovou a Pavlem Kukalem), iniciátor vydání jejích tří samizdatových almanachů (1985, 1987, 1989) a organizátor setkání básníků z celých Čech (tzv. básnické arkády) na zámku ve Vimperku (1993, 1994, 1995, 2009).

## Životopis
Po základní škole vystudoval střední průmyslovou školu strojní a potom ještě tři semestry Vysoké školy ekonomické, obory, ve kterých později nikdy nepracoval. Vystřídal řadu zaměstnání (dělník v chemičce, figurant u geodetů, kreslič v projekci, noční hlídač v kravíně, lesní dělník, strážce CHKO Šumava, poštovní doručovatel, topič a truhlář v Charitě, staniční dělník na nádraží, pozorovatel počasí na Churáňově, kde pracuje od roku 1998 dodnes). V rámci svého zaměstnání se specializuje na fotografii vzácných meteorologických a atmosférických jevů. Spolupracuje s českými amatérskými lovci bouří. Od konce srpna 2013 je členem Cyrilometodějského poutního bratrstva velehradských poutníků. Žije ve Vimperku.

## Dílo
- Otisky dlaní (Severočeské nakl., 1990) – básnická sbírka
- Ohrožen skřivanem (Protis, 1994) – básnická sbírka
- Bludiště (Krásné nakl., 1994) básnická sbírka
- Hvězda závěť (Krásné nakl., 1994) – básnická sbírka
- Vězňova oblaka (Host, 1997) – básnická sbírka
- Ker praskot (Velarium, 1997) – básnická sbírka
- Usque ad Finem (Edice Tvary, 1998) – básnická sbírka
- Loučení na sever (Triton, 1998) – básnická sbírka
- Pták brunát – pod pseudonymem Zuna Cordatová (Petrov, 2000) – básnická sbírka
- Troucheň (Petrov, 2002) – básnická sbírka
- Tancem pádu (Sursum, 2003) – básnická sbírka
- Macecha bouře (Protis, 2003) – básnická sbírka
- Rozervy – spolu s Ivou Košatkovou (Stehlík, 2006) – básnická dvojsbírka
- Chrámová studně (Stehlík, 2008) – básnická sbírka
- Silentio pro smíšený sbor (Protis, 2009) – básnická sbírka
- Kámen v botě (Stehlík, 2011) – sbírka šumavských haiku
- Chraplavé chorály (Stehlík, 2013) – sbírka drobných próz
- A zavaž si tkaničky (65. pole, 2016) – sbírka drobných próz
- Klika byla vysoko (65. pole, 2018) – sbírka drobných próz
- Hvězdy jedna po druhé hasnou (Lux – Michal Štěpánek, 2021) – básnická sbírka
- Pstruh je nehybný (65. pole / Vltavín, 2022) – sbírka haiku